# Marpissa longiuscula
Marpissa longiuscula là một loài nhện trong họ Salticidae.
Loài này thuộc chi Marpissa. Marpissa longiuscula được Eugène Simon miêu tả năm 1871.